# El Plantío
El Plantío és un barri administratiu del districte de Moncloa-Aravaca, a Madrid, amb una extensió de 352,51 hectàrees. Aquest està format per La Florida, Casaquemada i el mateix Plantío amb una població de 2.539 habitants (2009).

## Situació
Situat a l'oest de la capital d'Espanya i limitant amb els barris d'Aravaca i Valdemarín i amb els municipis de Majadahonda, Pozuelo de Alarcón i Las Rozas de Madrid; és una estreta franja d'habitatges unifamiliars i pisos de 2 o 3 altures com a màxim, situat entre l'A-6 i la Muntanya del Pilar, recorregut longitudinalment per l'Avinguda de la Victoria, que es correspon amb l'antic traçat de la N-VI (Carretera de La Corunya). Històricament va sorgir a partir de la construcció de nombrosos habitatges unifamiliars d'estiueig ("hotelitos") de residents a Madrid, aprofitant l'immillorable entorn natural en el qual es trobava la localitat (estant la Muntanya del Pardo al nord i la Muntanya del Pilar al sud). En la seva major part, el barri ha mantingut aquesta condició, si bé els antics xalets conviuen en l'actualitat amb promocions de xalets adossats i algunes construccions en altura de 2 a 3 pisos, així com el Centre Comercial Sexta Avinguda en la confluència de l'antiga Carretera de La Corunya amb l'actual A-6.

## Transports
En matèria de transports, tota aquesta zona àdhuc pertanyent al terme municipal de Madrid utilitza la corona tarifària B1, salvo per a l'autobús 162 de l'EMT en les proximitats del Barrial. No té més transports municipals i està servit fonamentalment per les línies 650, 651, 652, 653, 654 i 651Al fet que discorren per l'avinguda de la Victòria en el seu trajecte cap a Majadahonda, excepte en els horaris d'utilització del Bus-VAO que solament ho fan les línies 650 i 651A. També tenen parada la majoria d'autobusos amb destinació Moncloa en l'A-6 enfront del centre comercial Sisena Avinguda.